# Justicia neoglandulosa
Justicia neoglandulosa är en akantusväxtart som beskrevs av Maza. Justicia neoglandulosa ingår i släktet Justicia och familjen akantusväxter. Inga underarter finns listade i Catalogue of Life.